# Torre de la Vall del Marquès
La Torre de la Vall del Marquès és una obra del municipi de Roquetes (Baix Ebre) inclosa en l'Inventari del Patrimoni Arquitectònic de Catalunya.

## Descripció
Casa residencial de descans. És de planta rectangular amb alguns petits cossos que sobresurten pel costat esquerre de forma prismàtica. Edifici amb planta baixa i dos superiors, amb coberta plana. Tot el conjunt està envoltat per cornisa i balustrada. L'organització de la façana principal i de la posterior són idèntiques, excepte pels motius ornamentals, de caràcter vegetal amb un gerro, que coronen les finestres del primer pis. Presenten tres divisions verticals delimitades per franges de motllures (que també es troben a les cantonades). Cal destacar els petits encoixinats de la planta baixa i que envolten tot l'edifici, així com les finestres apaïsades de l'últim pis.

## Història
Fou construïda pel marquès Diego de León, continuant posteriorment en propietat de la seva família. El 1939 va ser adquirit per J. Figueres-Ribas als hereus de Diego de León. El 1964 es varen fer reformes, per al condicionament interior de l'edifici.